# Stazione di Ponte di Brenta
Stazione di Ponte di Brenta vasútállomás Olaszországban, Veneto régióban, Padova településen.

## Vasútvonalak
Az állomást az alábbi vasútvonalak érintik:
- Milánó–Velence-vasútvonal

## Kapcsolódó állomások
A vasútállomáshoz az alábbi állomások vannak a legközelebb: 
- Stazione di Padova
- Stazione di Busa di Vigonza